# Beffroi

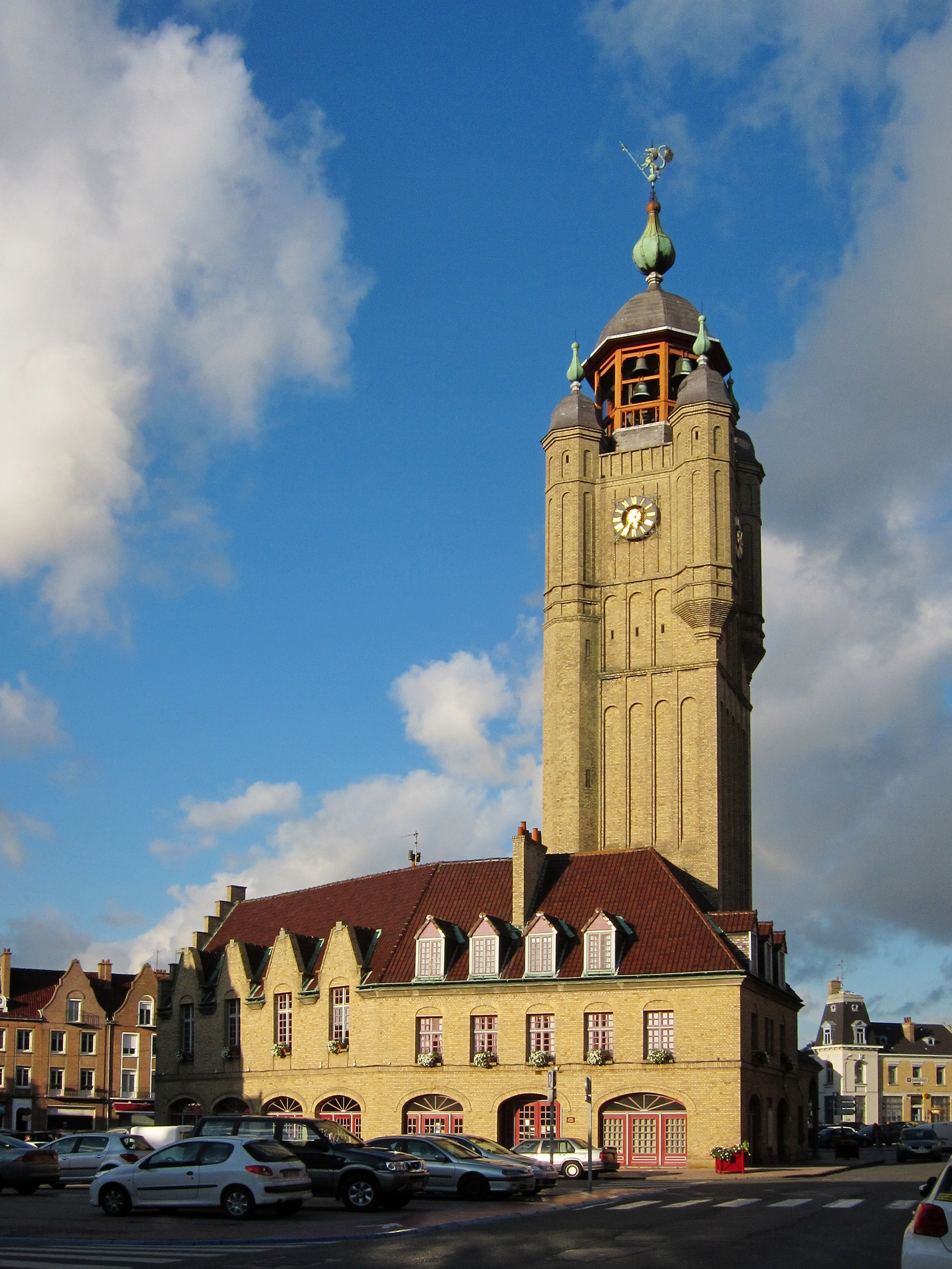
Beffroi de Bergues, en el norte de Francia.

Un beffroi en francés (en neerlandés: belfort, en inglés: belfry) es un tipo de torres que albergan las campanas de la ciudad. En español, se suele traducir por el genérico de campanario o por campanario municipal o torre cívica y a veces, incorrectamente, como espadaña.
En las ciudades medievales centroeuropeas —hoy en Francia, Bélgica, Países Bajos y Alemania—, el beffroi fue el símbolo de las libertades comunales obtenidas del soberano. Su torre albergaba la campana de llamada (cloche du ban o «bancloque»), símbolo del poder destinada a convocar al pueblo a las deliberaciones comunales, a las ejecuciones capitales o a alertar por la llegada de un enemigo. Los fueros comunales, que confirmaban por escrito el alcance de esas libertades y el compromiso del soberano de respetarlas, se guardaban en ellos en lugares seguros.
Las ciudades de Bélgica y del norte de Francia son famosas por estos campanarios civiles: en 1999 la Unesco inscribió 32 torres belgas en su lista de Patrimonio de la Humanidad como «Campanarios de Flandes y Valonia» y en 2005, otras 24 más de la región francesa Norte-Paso de Calais-Picardía, rebautizándolos conjuntamente como «Campanarios de Bélgica y Francia».

## Etimología

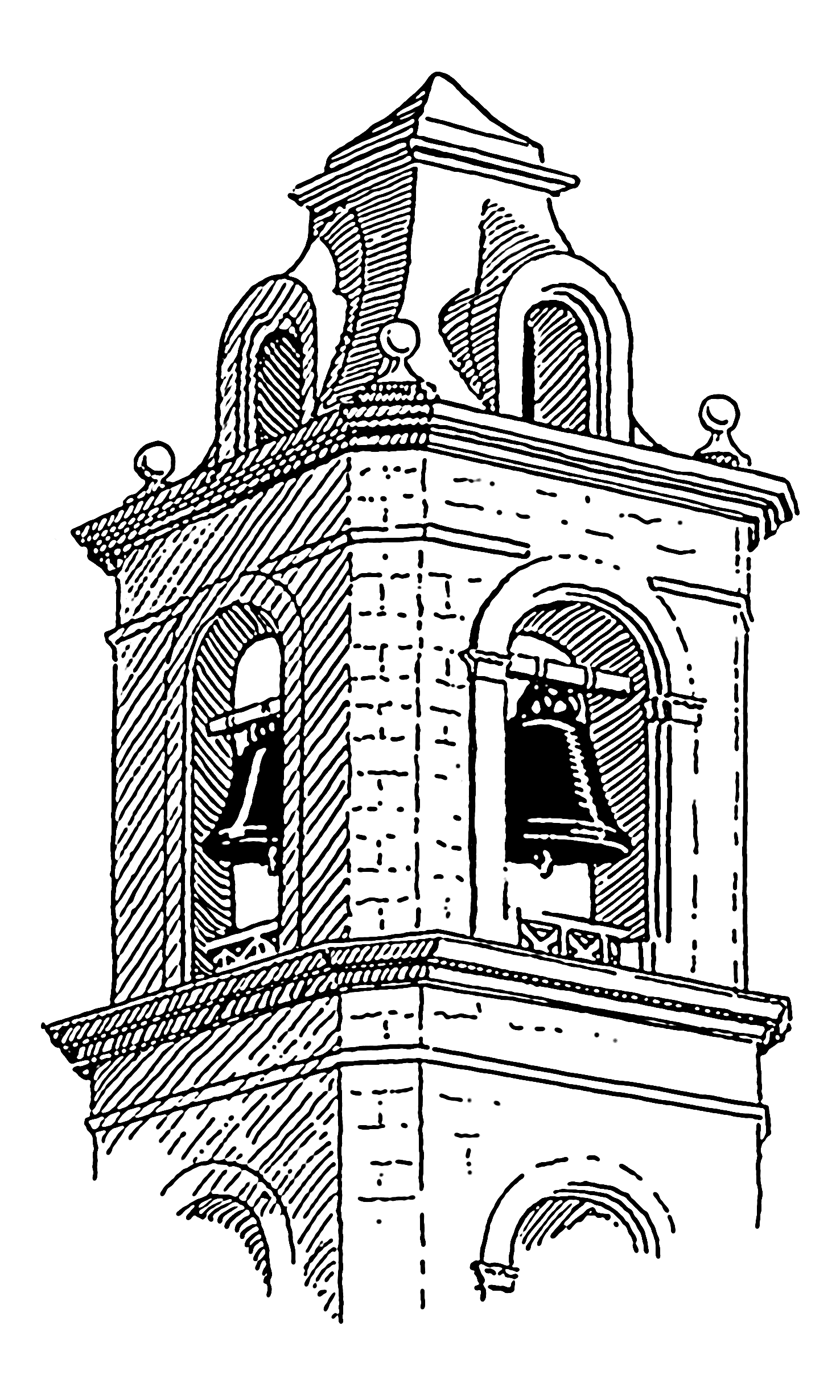
Diseño de un beffroi.

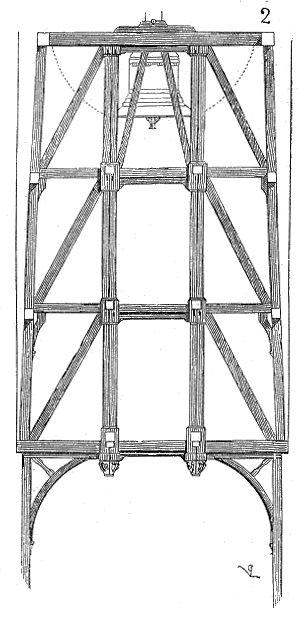
Beffroi de la catedral Notre-Dame de Chartres.

«Beffroi», que se escribía beffroy antes de 1465, deriva de berfroi (hacia 1155), a su vez derivado del fráncico bergfridu (en alemán contemporáneo = Donjon). Se trata, por tanto, de un cognado con la palabra del alto alemán medio bërovrit, bërvrit, cuyo significado literal es «preservar la paz». La etimología correspondería al alemán actual bergen, «salvar, poner a seguro», y Frieden, «paz». La hipótesis alternativa de un préstamo del alto alemán medio ha estado siempre dificultada desde el punto de vista fonético. A partir de principios del siglo XIII, se usa la palabra para hacer referencia a los campanarios en sí, no solamente a la estructura de soporte de las campanas.
En inglés se dice belfry y en neerlandés belfort.

## Historia

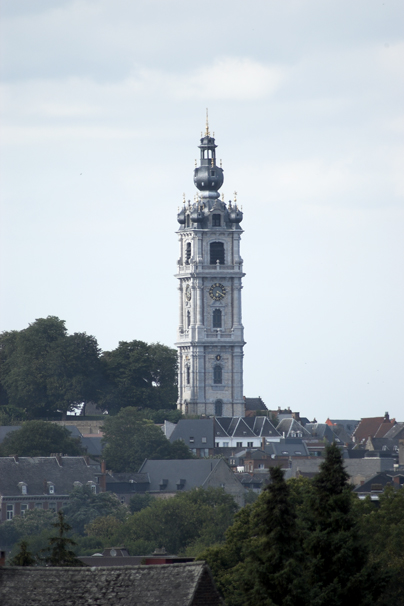
El beffroi de Mons.

El beffroi era una subestructura de madera diseñada para aislar los muros de piedra de las campanas. Estaba constituido por un complejo entrecruzamiento de viguería en madera de roble que descansaba sobre una repisa o reborde de piedra que sobresalía en el interior de los muros de la torre. Cuando las campanas sonaban, este armazón de madera, menos rígido, absorbía las vibraciones. Si las campanas se apoyaban directamente sobre las fábricas de piedra o de ladrillo, sus peligrosas vibraciones las debilitan y podían acabar por ocasionar su colapso. Esta fue también la causa de construir muchos campanarios aislados del edificio principal. Con el tiempo, esta palabra comenzó a usarse también para designar también las propias edificaciones albergando campanas (campanarios).
Desde el siglo XI, las comunas libres hicieron levantar beffrois. Después de obtener de sus señores el derecho a gobernarse a sí mismos por las cartas otorgadas, la erección de estas edificaciones señalaba su autonomía y pujanza. Además, funcionanan como relojes que sonaban marcando las horas y que simbolizaba un cambio radical en la división del tiempo. Previamente, el día estaba marcado por las cinco oraciones que sonaban en los campanarios de las iglesias: maitines, nonas, vísperas, etc., que marcaban un tiempo divino. La construcción de un beffroi que tañía las horas marcaba la transición a una época secular más dedicada al comercio, por lo que adelantaba el advenimiento de una burguesía urbana.
Los Beffrois de Bélgica y Francia se han inscrito en la Lista del Patrimonio Mundial de la Unesco en 2005.
El beffroi más antiguo de Francia es el de Millau (Francia), construido en el siglo XII, pero que no tuvo un papel comunal hasta el siglo XVII. El de Poitiers fue construido en 1199, seguido por el beffroi de Abbeville, construido en 1209 por iniciativa del conde de Ponthieu. En el Mediodía se les conoce como campaniles.

## Beffrois de carpintería
Los campanarios de las iglesias a menudo estaban dispuestos para contener beffrois de carpintería, en medio de los que se maniobraban las campanas. Cuando las campanas se fueron haciendo cada vez mayores, hubo que suspenderlas de armaduras de carpintería independientes de la construcción estructural de mampostería. Estos beffrois se apoyaban sobre un retiro en las fábricas o en ménsulas dejadas expresamente a tal fin en la construcción de las torres, y se elevaban menguando hacia la cumbre para que nunca tocasen las paredes interiores de mampostería cuando el movimiento dado a las campanas los hiciera oscilar, y también porque presentaban una mayor rigidez a la acción de ida y vuelta de las campanas.
En Francia, Bélgica y Alemania ya se construían en el siglo X campanarios de un diámetro tal que hacen suponer el empleo de fuertes y numerosas campanas y la construcción de beffrois interiores de carpintería importantes. No se conserva ninguna de esas estructuras anteriores al siglo XVI.

## Folclore
En algunas villas que tiene beffrois, se lanzaban desde estos objetos o vituallas a la multitud agolpada a sus pies durante las fiestas. Se trata a menudo de tradiciones antiguas, interrumpidas y vueltas a recuperar: en Comines, la multitud se disputa grandes cucharas de madera llamadas «louches»; en Armentières, los espectadores atrapan pequeñas galletas llamadas «nieulles»; en Tournai, son pequeños pasteles en forma de muñecos de nieve llamados «pichous»; en el carnaval de Dunkerque, se arrojan arenques ahumados; en Ypres, aunque antes la tradición era arrojar gatos vivos, ahora se arrojan gatos de peluche.